# Средноаритметична стойност
Средноаритметично на {\displaystyle n} числа {\displaystyle x_{1},x_{2},...x_{n}} е сборът им, разделен на броя им, т. е.
{\displaystyle {\frac {x_{1}+x_{2}+...+x_{n}}{n}}}.
Равнозначно се използват понятията „средноаритметично число“, „средноаритметична стойност“, „средноаритметична оценка“, „средноаритметично претеглено“, „средноаритметично тегло“.

## Примери
- Ако има три числа, събират се и се дели сбора на 3: {\displaystyle {\frac {x_{1}+x_{2}+x_{3}}{3}}}.
- Ако има четири числа, събират се и се дели сбора на 4: {\displaystyle {\frac {x_{1}+x_{2}+x_{3}+x_{4}}{4}}}.
- Ако има пет числа, събират се и се дели сбора на 5: {\displaystyle {\frac {x_{1}+x_{2}+x_{3}+x_{4}+x_{5}}{5}}}.
- Ако месечният доход на {\displaystyle 10} души е {\displaystyle {2640,2956,3400,738,482,480,475,472,470,467}}, тогава средноаритметичното е:

{\displaystyle {\frac {2640+2956+3400+738+482+480+477+472+470+467}{10}}=1258.}

## Общи сведения
Средноаритметичното е една от най-широко използваните числови характеристики за средна стойност. Предложено е още от питагорейците (заедно със средногеометричното и среднохармоничното).  То се пресмята лесно и в повечето случаи е приемлива мярка за средната стойност на съвкупност от числови данни. В изключителни случаи обаче е възможно средноаритметичното да даде напълно неадекватна представа за стойностите в дадено числово множество. Това става, когато някои числа в множеството са екстремални (т. е. много големи или много малки). Съществуват статистически методи за откриване на екстремални стойности. Препоръчително е средноаритметичното да бъде изчислявано след премахване на екстремалните стойности; така то става много по-надеждна мярка за средна стойност. Алтернативата е да се използва някоя друга мярка, която е нечувствителна към екстремални стойности, например средномедианното число.
Специални случаи на средноаритметичната стойност са средна стойност на генералната съвкупност и средна стойност на извадката (извадките).
В случай, че броят на елементите на набора от числа на стационарен случаен процес е безкраен, математическото очакване на случайна променлива играе ролята на средно аритметично.
Средноаритметичната стойност се използва основно в математиката и статистиката. Прилага се и в икономиката, антропологията, историята и почти всяка академична област до известна степен. Например доходът на глава от населението е средният аритметичен доход на населението на една нация.
Освен средноаритметичното съществуват и други мерки за средна стойност: средногеометрично, средно аритметико-геометрично, среднохармонично, средностепенно, средноквадратично, средномедианна стойност, медиана, мода, и др.

## Характеристика
Нека обозначим набора от числа X = (x1, x2, …, xn) – тогава средната стойност на извадка от него обикновено се обозначава с хоризонтална черта над променливата ({\displaystyle {\bar {x}}}, произнася се „{\displaystyle x} с черта“ ).
Средноаритметичното на целия набор от числа обикновено се означава с гръцката буква μ. За случайна променлива, за която е определена средната стойност, μ е средната вероятност или математическото очакване на случайната величина. Ако множеството X е съвкупност от произволни числа със средна вероятност μ, тогава за всяка извадка xi от тази съвкупност μ = E{xi} е математическото очакване на тази извадка.
На практика разликата между μ и {\displaystyle {\bar {x}}} е, че μ е типична променлива, защото може да се види извадката, а не цялата съвкупност. Затова, ако извадката е представена на случаен принцип (от гледна точка на теорията на вероятностите), тогава {\displaystyle {\bar {x}}} (но не μ) може да се третира като случайна променлива, която има разпределение на вероятностите на извадката (вероятностно разпределение на средната стойност).
И двете величини се изчисляват по един и същ начин:
{\displaystyle {\bar {x}}={\frac {1}{n}}\sum _{i=1}^{n}x_{i}={\frac {1}{n}}(x_{1}+\cdots +x_{n}).}
Ако X е случайна променлива, тогава математическото очакване на X може да се разглежда като средно аритметично на стойностите при многократни измервания на X. Това е проявление на закона за големите числа. Следователно средната стойност на извадката се използва за оценка на неизвестното математическо очакване.
В елементарната алгебра се доказва, че средната стойност на {\displaystyle n} + 1 числа е по-голяма от средната стойност на {\displaystyle n} числа тогава и само тогава, когато новото число е по-голямо от старото средно; по-малка – тогава и само тогава, когато новото число е по-малко от старото средно; и равна на нея, ако и само ако новото число е средното. Колкото по-голямо е {\displaystyle n}, толкова по-малка е разликата между новата и старата средна стойност.

### Непрекъсната случайна променлива
Ако има интеграл от някаква функция {\displaystyle f(x)} на една променлива, тогава средноаритметичното на тази функция в отрязъка {\displaystyle [a;b]} се намира чрез определен интеграл:
{\displaystyle {\overline {f(x)}}_{[a;b]}={\frac {1}{b-a}}\int _{a}^{b}f(x)dx.}
Тук за определяне на интервала {\displaystyle [a;b]} се предполага, че {\displaystyle b\geq a,} като {\displaystyle b\neq a,} за да не е равен на 0 знаменателят.

## Свойства
Средноаритметичната стойност има няколко свойства, които я правят интересна, особено като мярка за централна тенденция. Те включват:
- Ако числата {\displaystyle x_{1},\dotsc ,x_{n}} имат средноаритметично {\displaystyle {\bar {x}}}, тогава {\displaystyle (x_{1}-{\bar {x}})+\dotsb +(x_{n}-{\bar {x}})=0}. Тъй като {\displaystyle x_{i}-{\bar {x}}} е разстоянието от дадено число до средната стойност, един от начините да се интерпретира това свойство е като се каже, че числата вляво от средната стойност са балансирани от числа вдясно. Средната стойност е единственото число, за което сумата на остатъците (отклоненията от оценката) е нула. Това също може да се тълкува като че средната стойност е транслационно инвариантна в смисъл, че за всяко реално число {\displaystyle a}, {\displaystyle {\overline {x+a}}={\bar {x}}+a}.
- Ако се изисква да се използва едно число като „типична“ стойност за набор от известни числа {\displaystyle x_{1},\dotsc ,x_{n}}, тогава средноаритметичното на числата прави това най-добре, тъй като минимизира сумата на средноквадратичните отклонения от типичната стойност: сумата от {\displaystyle (x_{i}-{\bar {x}})^{2}}. Средната стойност на извадката също е най-добрият единичен показател (предиктор), тъй като има най-ниската средноквадратичнна грешка. [2]
- Средната аритметичната стойност е независима от мащаба на мерните единици, в смисъл че {\displaystyle {\text{avg}}(ca_{1},\cdots ,ca_{n})=c\cdot {\text{avg}}(a_{1},\cdots ,a_{n}).} Така, например, изчисляването на средна стойност на литри и след това преобразуване в галони е същото като първо преобразуване в галони и след това изчисляване на средната стойност. Това също се нарича хомогенност от първи ред и означава, че средноаритметичното е еднородна функция.
- Средната аритметична стойност на дадена извадка винаги е между най-голямата и най-малката стойност в тази извадка.
- Средната аритметична стойност на произволно количество групи с еднакви по размер числа заедно е средната аритметична стойност на средните аритметични стойности на всяка група.

## Някои проблеми при използването на средната стойност
- Липса на робастност /устойчивост/ – при големи отклонения на пиковите стойности от средната, например среден доход ли тегло: за извадката (1, 2, 3, 2, 9, 2) средната аритметична стойност е 3,166, но пет от шестте стойности са под тази средна стойност.
- Сложeн процент (виж Възвръщаемост на инвестициите)
- Направления и цикличност на променливите. Например, ъглови градуси и радиани: средната посока на 1° и 359° не е средноаритметичната стойност 180°, а 0°. За да съвпадат те, трябва в такива случаи, когато всички променливи са само в I квадрант (0°÷90°) и IV квадрант (270°÷360°), т. е. с дисперсия около оста 0°, за променливите от IV квадрант да се използват отрицателни градуси в обратен ред на I квадрант: 270°÷360° = –90°÷0°. Ако променливите са само във II квадрант (90°÷180°) и III квадрант (180°÷270°), т. е. с дисперсия около оста 180°, трябва да се използват положителни градуси. Ако променливите са в 3 или 4 квадранта, за променливите от III и IV квадрант може да се използват отрицателни градуси в обратен ред на I и II квадрант: 270°÷360° = –180°÷0°. Но посоката ±180° остава нееднозначна и при сумирането ѝ с променливи с различни знаци се получават различни резултати за средноаритметичното, които определят с различна грешка вярната средна посока, ако е избрано +180° или –180°. Например, за извадката (20°, ±180°, –140°=220°):

(20°+180°–140°):3=20° /при +180°/; (20°–180°–140°):3=–100°=260° /при –180°/;
 (20°+180°+220°):3=140° /при положителни градуси/.

Действителната средна посока, определена с геометрично сумиране, е 113,33°. Най-близък до нея е резултатът, получен при използване само на положителни градуси.
При преобладаващи променливи в I и IV квадрант спрямо II и III по-точен резултат дава използването на положителни и отрицателни градуси.
Пример: за група от 11 променливи {\displaystyle x_{i}}, ({\displaystyle i}=1÷11)
(20°, 40°, 60°, 80°, 280°=–80°, 300°=–60°, 320°=–40°, 340°=–20°, 100°, 200°=–160°, ±180°) 
се получава:
{\displaystyle {\bar {x}}_{180}={\frac {1}{11}}(180+\sum _{i=1}^{10}x_{i})={\frac {1}{11}}(180-60)=10,9}
{\displaystyle {\bar {x}}_{-180}={\frac {1}{11}}(-180+\sum _{i=1}^{10}x_{i})={\frac {1}{11}}(-180-60)=-21,8}
{\displaystyle {\bar {x}}_{+}={\frac {1}{11}}(180+\sum _{i=1}^{10}x_{i})={\frac {1}{11}}(180-60)=174,5}
Очевидно е, че от първите осем стойности средната посока е {\displaystyle {\bar {x}}_{8}}=0° поради симетрията. От останалите три е {\displaystyle {\bar {x}}_{3}}=(100+200+180):3=160°.
Това е еквивалентно на група от 11 елемента, от които 8 са 0° и 3 са 160°. За балансирана извадка с по 3 елемента от двата вида 
{\displaystyle {\bar {x}}_{6}} = (0+160):2=80°. Така се получава нова група от 11 елемента: 6 от 80° и останалите от предишната 5 от 0°. За балансирана извадка с по 5 елемента от двата вида {\displaystyle {\bar {x}}_{5}} = (0+80):2=40°. Това трансформира групата от 11 елемента до 10 нови елемента от 40° и останалия 1 от 0°, на които средноаритметичното е (10х40+0):11=36,36°. Това е действителната средна посока за първоначалната група, намерена посредством поетапна трансформация на елементите ѝ само чрез усредняването им с използване на средноаритметичните им стойности. Очевидно е, че най-малко се различава от нея първата еднократно усреднена стойност, използваща положителни и отрицателни градуси и величина +180°.
Средната посока на симетричните спрямо центъра не може да бъде определена точно и еднозначно като средноаритметична, а в някои случаи дори и като медиана и остава неопределена:
- на 0° и 180° може да е ±90°;
- на 0°(360°), 120° и 240° не е средноаритметичната 120°(240°);
- на 0°(360°), 90°, 180° и 360° не е средноаритметичната 157,5°(222,5°) и др.